# Adragonte
Adragonte (llamada oficialmente Santiago de Adragonte) es una parroquia española del municipio de Paderne, en la provincia de La Coruña, Galicia.

## Entidades de población
Entidades de población que forman parte de la parroquia:
- A Esfarrapa
- Areas
- A Ventosa
- Casal (O Casal)
- Iglesia (A Igrexa)
- O Covelo
- O Piñeiro
- O Regueiro
- Os Caseiros
- Ourovello (O Ourovello)
- Pedreira (A Pedreira)

## Demografía
| Gráfica de evolución demográfica de Adragonte entre 2000 y 2019 |
|                                                                 |
| Datos según el nomenclátor publicado por el INE.                |